# فرماندهی مدیریت تأسیسات نیروی زمینی ایالات متحده آمریکا
فرماندهی مدیریت تأسیسات نیروی زمینی ایالات متحده آمریکا (انگلیسی: United States Army Installation Management Command) یا فرماندهی مدیریت تأسیسات ارتش ایالات متحده آمریکا یک تشکیلات پشتیبانی در نیروی زمینی ایالات متحده آمریکا است که مسئول مدیریت روزانه تأسیسات ارتش آمریکا در سراسر جهان است. پادگان‌های ارتش آمریکا جوامعی هستند که بسیاری از خدمات مشابه مورد انتظار در هر شهر کوچک را ارائه می‌دهند. فرماندهی مدیریت تأسیسات یک سازمان تابعه فرماندهی تجهیزات نیروی زمینی ایالات متحده آمریکا است. ستاد مرکزی این فرماندهی در فورت سم هوستون قرار دارد.
فرماندهی مدیریت تأسیسات ارتش در ۲۴ اکتبر ۲۰۰۶ تأسیس شد، تا بوروکراسی را کاهش دهد، یک ساختار تجاری یکپارچه برای مدیریت تأسیسات ارتش ایالات متحده اعمال کند، محیط زیست را حفظ کند و رفاه جامعه نظامی را افزایش دهد.